# Branding sensorial
Branding Sensorial é o conjunto de percepções sensoriais que envolvem uma marca. Devido ao desgaste que as publicidades tradicionais visuais e auditivas vêm tendo, cada vez mais as empresas exploram os outros sentidos para envolver ainda mais o consumidor. Dado que a maior parte do que compramos é feito de forma racional (há uma lógica no consumo), os sentidos desempenham importante papel na compra ou não do produto. Quando uma marca consegue criar uma sinergia entre os diferentes sentidos, ela se torna forte e memorável na mente do consumidor.

## Apresentação
A massificação do conteúdo publicitário nas últimas décadas na mídia visual fez com que o consumidor criasse um filtro para o que é divulgado por ela. Por isso, a exploração dos outros sentidos no campo publicitário tem sido fundamental para que uma marca consiga convencer o consumidor de uma forma eficiente. Nessa conjectura, as marcas têm se preocupado não somente com seu logotipo, que é a parte visual, mas também numa identidade sonora, como o caso da Intel, num cheiro específico, como as roupas da Abercrombie & Fitch, ou ainda numa experiência tátil distinta como o peso dos controles remotos da Bang e Olufsen O objetivo do Branding Sensorial é capitalizar as emoções e sensações humanas a fim de dar à marca um valor além do que apenas o seu produto valeria.

## Sentidos

### Visão
É o sentido mais utilizado nas campanhas de marketing devido à facilidade de sua aplicação em diversos meios. Através do sentido visual, uma marca consegue se diferenciar pelo seu logotipo, com sua cor, forma, ícone, mascote etc. O Viagra, por exemplo, deve grande parte de seu reconhecimento a sua cor azul e ao seu formato distinto.

### Audição
A audição é o sentido ligado ao ânimo e às emoções.  Em Branding, seu uso vai além de jingles, sendo usada também como identidade sonora por marcas como Nokia (Nokia tune) e Intel (Intel Inside).
Por consequência para que a finalidade seja conseguida, será necessário ter em atenção a forma como esta pode influenciar o cliente.
É necessário ter em atenção que características são importantes no momento de apresentar a parte auditiva, ou seja conhecer bem o ambiente em que será inserido e qual o momento poderá ser mais apelativo para o cliente.
Deste modo se aparecer um jingle num anúncio de rádio tem de se ter em consideração se o mesmo não passa despercebido depois de passar determinada música ou anúncio, por haver algo que os assemelhe.

### Olfato
Está relacionado às lembranças. O uso de fragrâncias é bastante utilizado por marcas de automóveis e roupas, porém, um crescente número de empresas de diversos ramos já tem utilizado desse recurso do branding sensorial.

### Paladar
O uso do paladar no Branding Sensorial é utilizado principalmente em comidas e bebidas, porém, este sentido poderia ser ampliado para reforçar marcas como as de pasta de dente e chicletes.

### Tato
Muitas vezes, para se ver um produto, basta tocá-lo. Sentir um produto é essencial para formar nossa concepção sobre a marca. Por isso fazemos um test-drive antes de comprarmos um carro, pois são as experiências táteis como sentir o volante e o banco que decidem sobre a compra do automóvel.

## Music Branding
Music Branding é uma seleção de músicas estudadas para transmitir uma determinada sensação ou mensagem. Normalmente, para desenvolver esse serviço, é preciso elaborar um estudo profundo da marca.

Uma boa programação musical pode nos fazer sentir bem, assim como uma seleção de músicas erradas pode nos fazer sentir mal e consequentemente prejudicar os negócios … bem, preferimos o exemplo positivo (sempre).  Por isso a importância de contratar uma empresa especializada em music branding.